# Göran Stjernschantz
Göran Torstensson Stjernschantz, född 4 juli 1915 i Helsingfors, död 4 december 2006, var en finländsk bankman och författare. 
Stjernschantz, som son till konsthistorikern Torsten Stjernschantz, blev filosofie kandidat 1943. Han inledde sin yrkesbana som journalist vid Svenska Pressen och Hufvudstadsbladet 1934–1938 och var 1946–1955 chefredaktör för tidskriften Mercator. Från 1955 knöts han till Nordiska föreningsbanken, var bankdirektör och direktionsmedlem 1956–1978 och chef för bankens representationskontor i Frankfurt am Main 1974–1978. 
Stjernschantz utvecklade ett omfattande författarskap, till en början med tonvikt på företagshistoriker, men efterhand med ett djupnande historiskt perspektiv. En grundlig biografi över nationalekonomen Hugo E. Pipping (1980) följdes av en stor levnadsteckning över "svenskhövdingen" Ernst von Born (1984). Ett förlag och dess författare (1991) är titeln på den digra 100-årshistoriken över Söderström & Co, där Stjernschantz var styrelseordförande 1983–1988. Memoarboken Bilagor till ett bokslut (1993) ger bilder av ett liv på samhällets tinnar, medan essäsamlingen I skuggan av S:t Petersburg (1996), där stilisten Stjernschantz firar triumfer, belyser Finlands ständiga balansgång i umgänget med den stora grannen i öster. Han översatte och redigerade den svenska utgåvan av president Juho Kusti Paasikivis dagböcker i tre delar 1985–1987. Stjernschantz stod i spetsen för en rad institutioner inom närings- och kulturliv, bland annat som ordförande i Finska Konstföreningen 1973–1989. Han gjorde också stora insatser inom krigsveteranernas organisationer. Han tilldelades professors titel 1990.